# Simeão de Polatsk

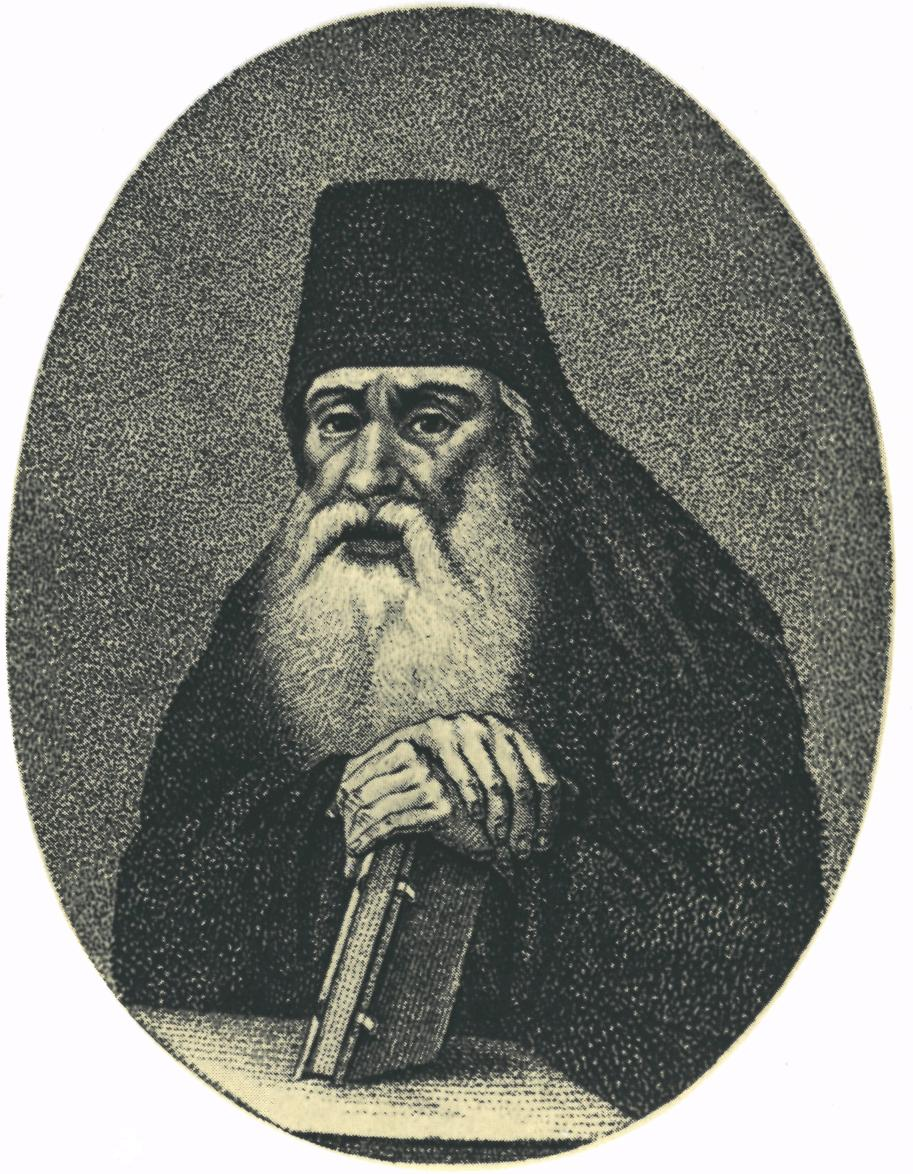
Simeão de Polatsk

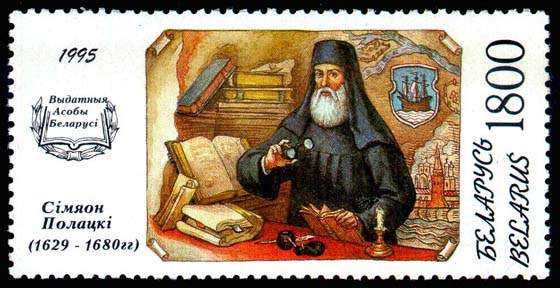
Selo bielorusso de 1995 em homenagem ao clérigo

Simeão de Polatsk (em bielorrusso: Сімяон Полацкі; em russo: Симеон Полоцкий; Polatsk, 12 de Dezembro de 1629 - Moscovo, 25 de Agosto de 1680)  foi um dramaturgo, clérigo, poeta e sábio da Bielorrússia e Rússia.
Estudou em Vilnius. Tornou-se conhecido quando ofereceu panegíricos ao czar Aleixo I da Rússia, durante uma visita que este fez à sua cidade. A sua obra literária é considerada a base para o posterior desenvolvimento da literatura russa moderna.